# Châtillon-sous-les-Côtes
Châtillon-sous-les-Côtes è un comune francese di 177 abitanti situato nel dipartimento della Mosa nella regione del Grand Est.

## Storia

### Simboli
Lo stemma è stato adottato il 4 dicembre 2023.
La torre simboleggia le fortificazioni che sorgevano sul territorio tra cui quella della frazione di Mandres che appartenne alla famiglia Mandres, di antica nobiltà, oggi estinta. Questa famiglia portava uno stemma d'azzurro, alla croce d'oro, accantonata da 20 biglietti dello stesso.
La cotissa d'argento rappresenta il profilo delle colline delle Côtes de Meuse ai cui piedi si trova il villaggio. Torre e cotissa alludono al toponimo Châtillon-sous-les-Côtes.
San Martino, patrono della parrocchia, fu un ufficiale romano e ricorda che un accampamento romano (castrum Vabrense) si estendeva sulle alture di Châtillon-sous-les-Côtes.
Il cuore e la corona di spine sono ripresi dall'emblema dell'abbazia benedettina di Saint Vannes di Verdun che, durante l'Ancien Régime, aveva giurisdizione sul villaggio.
I rami di mirabolano che circondano lo scudo rappresentano i frutteti tipici del territorio.

### Onorificenze
- Croix de guerre 1914-1918

## Società

### Evoluzione demografica
Abitanti censiti